# سامي جعيم
سامي جعيم (بالإنجليزية: Sami Juaim)‏؛ مواليد 3 مايو 1986 في اليمن، هو لاعب كرة قدم يمني يلعب لمنتخب اليمن لكرة القدم كمهاجم.

## روابط خارجية
- سامي جعيم على موقع ناشيونال فوتبول تيمز (الإنجليزية)
- سامي جعيم على موقع كووورة